# Kosjön (Tiveds socken, Västergötland, 651211-143052)
Kosjön är en sjö i Laxå kommun i Västergötland och ingår i Motala ströms huvudavrinningsområde. Kosjön ligger i Tivedens nationalpark (västra) Natura 2000-område. Sjöns area är 0,001 kvadratkilometer och den är belägen 180 meter över havet.